# Lee Haney
Lee Alex Cosmy Haney (Spartanburg, 11 novembre 1959) è un ex culturista statunitense, detentore del record (a pari merito con Ronnie Coleman) di maggior numero di vittorie, otto dal 1984 al 1991, al IFBB Mr. Olympia.

## Biografia
Lee Haney si è laureato alla Southern Methodist University, dove si è specializzato negli studi dello sport per i bambini. Al tempo degli studi, fece parte anche della squadra di football della scuola. Vive nella Contea Fayette della Georgia assieme a sua moglie e i suoi due figli.
Detiene il record di vittorie del Mr. Olympia, record pareggiato nell'ottobre del 2005 da Ronnie Coleman. Entrambi, inoltre, detengono il record di maggior numero di vittorie consecutive (otto di fila). Il suo regno di dominio incontrastato al Mr. Olympia ha dato alla luce il concetto di schiena lavorata: sono note infatti le enormi masse muscolari della schiena di Lee (in particolare lo sviluppo del dorsale e del trapezio).

## Misure
- Altezza: 178 cm.
- Peso fuori gara: 118-120 kg.
- Peso in competizione: 111 kg.

## Vittorie conseguite
- 1979 Teen Mr. America, 1°
- 1979 Teen Mr. America Tall, 1°
- 1982 Junior Nationals Heavyweight & Overall, 1°
- 1982 Nationals Heavyweight & Overall, 1°
- 1982 World Amateur Championships Heavyweight, 1°
- 1983 Grand Prix Inghilterra, 2°
- 1983 Grand Prix Las Vegas, 1°
- 1983 Grand Prix Svezia, 2°
- 1983 Grand Prix Svizzera, 3°
- 1983 Night of Champions, 1°
- 1983 Mr. Olympia, 3°
- 1983 World Pro Championships, 3°
- 1984 Mr. Olympia, 1°
- 1985 Mr. Olympia, 1°
- 1986 Mr. Olympia, 1°
- 1987 Mr. Olympia, 1°
- 1987 Grand Prix Germania (II), 1°
- 1988 Mr. Olympia, 1°
- 1989 Mr. Olympia, 1°
- 1990 Mr. Olympia, 1°
- 1991 Mr. Olympia, 1°

## Collegamenti
- Lee Haney Gallery, su builtreport.com.
- TotaLee Fit, su tbn.org. URL consultato il 28 aprile 2010 (archiviato dall'url originale il 19 giugno 2010).
- Photo with Lee Haney, su bodybuilding-pics.com.
- Lee Haney Photos, su solid-gains.com. URL consultato il 28 aprile 2010 (archiviato dall'url originale il 10 gennaio 2010).
- Lee Haney barbell rows bestbodyblog.com